# 萨拉菲运动
薩拉菲，亦译作塞萊菲、塞萊菲耶（阿拉伯语：سلفية），是遜尼派穆斯林中的一種以薩拉菲主義學說為基礎的極端保守正統運動。該學說可以概括為伊斯蘭信仰中的原教旨主義和伊斯兰复古主义，效法先知穆罕默德和他早期的追隨者「虔誠的祖先」（al-salaf al-salih），拒絕宗教上的創新或「異端」（bida），支持實施「伊斯蘭教法」（Sharia）。該運動通常分為三類：最大的群體是純粹主義（或靜修主義），不接觸政治；第二大群體是活躍分子，參與政治；最小的群體是聖戰者。

## 詞源和詞義
本词来自阿拉伯语，取自其过去式动词سلف（逝去的意思），进而派生为名词سلفٌ 意为祖宗、祖先和从属名词塞莱菲也或塞莱菲耶سلفي 意思是：
- 堅持祖先傳統的
- 堅守祖先傳統的人
- 堅守祖先傳統的主義

## 歷史
1960年代前，性質較為溫和的薩拉菲主義在撒哈拉以南非洲的傳播是以艾資哈爾大學為中心，通過師徒傳承與學院授課的方式傳授給出國學習的黑人穆斯林。1970年代起，伊朗伊斯蘭革命激發了撒哈拉以南非洲穆斯林「回歸伊斯蘭正統」的熱情，故而宗教性非政府組織穆斯林世界聯盟 (MWL) 及世界穆斯林青年大會 (WAMY) 就成為沙特阿拉伯宣傳薩拉菲主義思想的民間組織，後者動用數十億美元從青年層面擴大薩拉菲主義信眾。部分學者指出薩拉菲主義者因認為撒哈拉以南非洲的蘇非主義嚴重偏離伊斯蘭教的正統信仰，故而希望通過「正統之爭」為發動「聖戰」提供合法性釋義，並且擴展「真正的」伊斯蘭世界的版圖，對地區安全構成嚴重威脅。

### 引用
1. 1 2  . The Economist. 27 June 2015  [29 June 2015]. （原始内容存档于2018-02-07）.
2. ↑  《阿拉伯语汉语词典》，第552页，北京大学出版社2008年12月第2版 ISBN 978301142776
3. ↑  Yunus Dumbe, 「The Salafi Praxis of Constructing Religious Identity in Africa: A Comparative Perspective of the Growth of the Movements in Accra and Cape Town,」 Islamic Africa, Vol. 2, No. 2, 2011, pp. 93-104.
4. ↑  David McCormack, An African Vortex: Islamism in Sub-Saharan Africa, Washington D. C.: Center for Security Policy, January 2005, p. 6.
5. ↑  王濤、寧彧.薩拉菲主義在撒哈拉以南非洲的傳播、極端化及其影響. 阿拉伯世界研究.2018.第4期：P44-58，119